# Gabriel De Pauw
Gabriël (Gaby) De Pauw (Temse, 24 maart 1924 – Temse, 24 februari 2000) was een kunstschilder uit België. Hij schilderde onder andere stillevens en landschappen.
Hij was de zoon van de neo-impressionistische schilder Jef De Pauw (1888-1930). Hij volgde privé lessen van Dis Van Raemdonck. Zijn verdere opleiding volgde hij aan de Koninklijke Academie voor Schone Kunsten van Antwerpen. Hij werd omschreven als een dynamische en ruige schilder met een rusteloos en agressief karakter.
De Pauw liet zich inspireren door schilders als Amedeo Modigliani, Georges Rouault en Albert Servaes en wordt beschouwd als een laat Vlaams expressionist.
Enkele werken van hem zijn aangekocht door de Belgische en Franse Staat.

## Verder lezen
- Adriaan De Roover, Gabriël de Pauw. Antwerpen: Van Ditmar, 1956
- Alex van der Linden en Adriaan de Roover, Gabriël de Pauw: een kijkboek. Sint-Niklaas, Van der Linden, 1988
- Ivan Raes en Julien Raes, Gabriël de Pauw. Sint-Martens-Latem : C.M., 1981